# Tero
Tero (in greco antico Θηρώ Thērṑ) è un personaggio della mitologia greca, figlia di Filante, il figlio di Antioco e di Leipefilene.

## Mitologia
Aveva un fratello chiamato Ippote. 

Particolarità della ragazza era la importante discendenza che aveva grazie alle due famiglie: Ificle da parte della madre, Eracle da parte del padre. 
Viene sedotta da Apollo e dall'unione nasce un figlio, Cherone, che diventerà un famoso domatore di cavalli.